# Кондрашов, Пётр Васильевич
Пётр Васи́льевич Кондрашо́в (1880, Кулебаки, Ардатовский уезд, Нижегородская губерния — 1949) — российский и советский металлург, революционер, изобретатель, Герой Труда.

## Биография
Родился в 1880 году в селе Кулебаки Ардатовского уезда Нижегородской губернии. В 1894 году начал работать на Кулебакском горном заводе учеником слесаря. Сблизился на заводе с группой революционно настроенных рабочих. В 1905 году был арестован за участие в подготовке первомайской демонстрации, провёл некоторое время в ардатовской тюрьме. В 1906 году участвовал в разгроме квартиры пристава, повинного в аресте группы революционеров, за что был снова подвергнут аресту. После Октябрьской революции 1917 года продолжил работать на заводе, постепенно поднявшись в карьере до должности бригадира монтёров бандажепрокатного цеха.
Был автором нескольких изобретений: в 1922 году придумал новый вид предохранительного клапана, в 1924 — измеритель на раздаче бандажей, в 1926 — поршень парогидравлического пресса, в 1929 — автоматическую отсечку при раздаче бандажей.

## Награды
Президиум Всероссийского центрального исполнительного комитета присвоил Петру Васильевичу Кондрашову звание Герой Труда.

## Семья
- Сын — Николай Петрович, один из организаторов Кулебакской комсомольской организации.
- Внук — Станислав Николаевич, журналист-международник.